# ديفيد نوبل
ديفيد نوبل (بالإنجليزية: David Noble)‏ (2 فبراير 1982 بهيتشن في المملكة المتحدة - ) هو لاعب كرة قدم بريطاني في مركز الوسط. شارك مع منتخب اسكتلندا الثانوي لكرة القدم ‏. أما مع النوادي، فقد لعب مع أولدهام أثلتيك ونادي أرسنال ونادي إكزتر سيتي ونادي بريستول سيتي ونادي روذرهام يونايتد ونادي واتفورد ووست هام يونايتد ويوفل تاون ونادي تشيلتنهام تاون لكرة القدم ونادي بوسطن يونايتد.

## وصلات خارجية
- ديفيد نوبل على موقع قاعدة بيانات كرة القدم.إي يو (الإنجليزية)
- ديفيد نوبل على موقع Soccerbase.com (لاعب) (الإنجليزية)